# Championnat d'Europe féminin de basket-ball en fauteuil roulant 2023
Pour un article plus général, voir Championnat d'Europe de basket-ball en fauteuil roulant.
Cet article traite de l'épreuve féminine. Pour la compétition masculine, voir Championnat d'Europe masculin de basket-ball en fauteuil roulant 2023.
Navigation
Édition précédente Édition suivante
Le championnat d'Europe de basket-ball en fauteuil roulant féminin 2023, ou IWBF European Wheelchair Basketball Championship for Women division A (ECWA) 2023, est le championnat d'Europe féminin d'handibasket de première division (appelée Division A), organisé par l'IWBF Europe. Pour la première fois, cet évènement prend place au cours des Jeux européens handisports.
La compétition a lieu à Rotterdam, en même temps que la compétition masculine. Les Pays-Bas sont les triples tenantes du titre (2017, 2019, puis 2021 sans avoir disputé la finale).
Après une édition 2021 perturbée par la Covid-19, l'édition 2023 se conclut avec le même classement final : les Pays-Bas conservant leur titre en dominant la Grande-Bretagne. L'Allemagne, deuxième à l'issue de la pahse de groupe, s'est écroulée et échoue au pied du podium, laissant échapper la médaille de bronze au profit de l'Espagne après prolongation.

## Compétition
La compétition réunit de nouveau les six sélections nationales du dernier championnat d'Europe. 
| Sélection       | Classement Euro 2021 | Classement Mondial 2022 |
| --------------- | -------------------- | ----------------------- |
| Pays-Bas        | 1                    | 1                       |
| Grande-Bretagne | 2                    | 9                       |
| Espagne         | 3                    | 7                       |
| Allemagne       | 4                    | 4                       |
| France          | 5                    | -                       |
| Turquie         | 6                    | -                       |

### Tour préliminaire
Les quatre premières équipes sont qualifiées pour les demi-finales.
| # | Équipe          | Pts | G | P | Pm  | Pe  | Diff | Dép | Moy   |
| - | --------------- | --- | - | - | --- | --- | ---- | --- | ----- |
| 1 | Pays-Bas        | 10  | 5 | 0 | 377 | 166 | +211 |     | 75-33 |
| 2 | Allemagne       | 9   | 4 | 1 | 258 | 208 | +50  |     | 52-42 |
| 3 | Grande-Bretagne | 8   | 3 | 2 | 314 | 206 | +108 |     | 63-41 |
| 4 | Espagne         | 7   | 2 | 3 | 262 | 247 | +15  |     | 52-49 |
| 5 | France          | 6   | 1 | 4 | 167 | 301 | -134 |     | 33-60 |
| 6 | Turquie         | 5   | 0 | 5 | 108 | 359 | -251 |     | 22-72 |

| 11 août | Espagne         | 73 - 28 | Turquie         |
| 11 août | Grande-Bretagne | 43 - 48 | Allemagne       |
| 11 août | Pays-Bas        | 97 - 35 | France          |
| 12 août | Allemagne       | 30 - 75 | Pays-Bas        |
| 12 août | Turquie         | 15 - 83 | Grande-Bretagne |
| 12 août | France          | 27 - 52 | Espagne         |
| 13 août | Grande-Bretagne | 70 - 53 | Espagne         |
| 13 août | Allemagne       | 51 - 25 | France          |
| 13 août | Pays-Bas        | 76 - 12 | Turquie         |
| 14 août | Turquie         | 20 - 72 | Allemagne       |
| 14 août | Grande-Bretagne | 68 - 26 | France          |
| 14 août | Espagne         | 39 - 65 | Pays-Bas        |
| 15 août | Allemagne       | 57 - 45 | Espagne         |
| 15 août | France          | 54 - 33 | Turquie         |
| 15 août | Pays-Bas        | 64 - 50 | Grande-Bretagne |

### Play-offs
Les quatre premières équipes du tour préliminaire se retrouvent dans un tableau à élimination directe pour jouer le titre. Les deux dernières se rencontrent dans un match de classement direct pour la 5e place.

#### Tableau
|  | Demi-finales        | Demi-finales        |              |    | Finale  | Finale  |
|  | Demi-finales        | Demi-finales        |              |    | Finale  | Finale  |
|  |                     |                     |              |    |         |         |
|  | 16 août             | 16 août             |              |    | 18 août | 18 août |
|  | 16 août             | 16 août             |              |    | 18 août | 18 août |
|  | (1) Pays-Bas        | 64                  |              |    | 18 août | 18 août |
|  | (1) Pays-Bas        | 64                  |              |    | 18 août | 18 août |
|  | (4) Espagne         | 31                  |              |    | 18 août | 18 août |
|  | (4) Espagne         | 31                  | (1) Pays-Bas | 58 |         |         |
|  | 16 août             |                     | (1) Pays-Bas | 58 |         |         |
|  |                     | (3) Grande-Bretagne | 36           |    |         |         |
|  | (2) Allemagne       | (3) Grande-Bretagne | 36           | 34 |         |         |
|  | (2) Allemagne       |                     |              | 34 |         |         |
|  | (3) Grande-Bretagne | 57                  |              |    |         |         |
|  | (3) Grande-Bretagne | 57                  | 3e place     |    |         |         |
|  |                     |                     |              |    |         |         |
|  | 18 août             |                     |              |    |         |         |
|  |                     |                     |              |    |         |         |
|  | (4) Espagne         | 49                  |              |    |         |         |
|  | (4) Espagne         | 49                  |              |    |         |         |
|  | (2) Allemagne       | 48ap                |              |    |         |         |
|  | (2) Allemagne       | 48ap                |              |    |         |         |

|  | 5e place    |    |
|  |             |    |
|  |             |    |
|  |             |    |
|  | (5) France  | 57 |
|  | (5) France  | 57 |
|  | (6) Turquie | 23 |
|  | (6) Turquie | 23 |

#### Match pour la cinquième place
| 18 août 2023 15h00 | Rapport | France                                                        | 57-23                    | Turquie                                      |  | Rotterdam Ahoy RTM Stage (terrain n°1) Rotterdam Affluence : 70 |
| 18 août 2023 15h00 | Rapport | Score par quart-temps : 18-4, 10-6, 15-7, 14-6                |                          |                                              |  | Rotterdam Ahoy RTM Stage (terrain n°1) Rotterdam Affluence : 70 |
| 18 août 2023 15h00 | Rapport | Score par mi-temps : 28-10, 29-13                             |                          |                                              |  | Rotterdam Ahoy RTM Stage (terrain n°1) Rotterdam Affluence : 70 |
| 18 août 2023 15h00 | Rapport | Angélique Pichon, 29 Angélique Pichon, 10 Angélique Pichon, 5 | Points Rebonds Passes d. | Naciye Çakir, 9 Mine Ercan, 12 Mine Ercan, 4 |  | Rotterdam Ahoy RTM Stage (terrain n°1) Rotterdam Affluence : 70 |

#### Troisième place
| 18 août 2023 17h30 | Rapport | Espagne                                                    | 49-48                    | Allemagne                                               | ap | Rotterdam Ahoy RTM Stage (terrain n°1) Rotterdam Affluence : 250 |
| 18 août 2023 17h30 | Rapport | Score par quart-temps : 12-6, 16-9, 5-12, 12-18, OT : 4-3  |                          |                                                         | ap | Rotterdam Ahoy RTM Stage (terrain n°1) Rotterdam Affluence : 250 |
| 18 août 2023 17h30 | Rapport | Score par mi-temps : 28-15, 21-33                          |                          |                                                         | ap | Rotterdam Ahoy RTM Stage (terrain n°1) Rotterdam Affluence : 250 |
| 18 août 2023 17h30 | Rapport | Beatriz Zudaire, 23 Beatriz Zudaire, 14 Beatriz Zudaire, 7 | Points Rebonds Passes d. | Mareike Miller, 26 Mareike Miller, 13 Mareike Miller, 7 | ap | Rotterdam Ahoy RTM Stage (terrain n°1) Rotterdam Affluence : 250 |

#### Finale
| 18 août 2023 20h00 | Rapport | Pays-Bas                                       | 58-36                    | Grande-Bretagne                                |  | Rotterdam Ahoy RTM Stage (terrain n°1) Rotterdam Affluence : 450 |
| 18 août 2023 20h00 | Rapport | Score par quart-temps : 13-9, 15-6, 8-9, 22-12 |                          |                                                |  | Rotterdam Ahoy RTM Stage (terrain n°1) Rotterdam Affluence : 450 |
| 18 août 2023 20h00 | Rapport | Score par mi-temps : 28-15, 30-21              |                          |                                                |  | Rotterdam Ahoy RTM Stage (terrain n°1) Rotterdam Affluence : 450 |
| 18 août 2023 20h00 | Rapport | Bo Kramer, 18 Mariska Beijer, 13 Bo Kramer, 5  | Points Rebonds Passes d. | Robyn Love, 10 Robyn Love, 12 Helen Freeman, 8 |  | Rotterdam Ahoy RTM Stage (terrain n°1) Rotterdam Affluence : 450 |

## Classement final
Le classement final de l'édition 2023 est identique à celui de 2021.
| Place                      | Équipe          |
| -------------------------- | --------------- |
| Médaille d'or, Europe      | Pays-Bas        |
| Médaille d'argent, Europe  | Grande-Bretagne |
| Médaille de bronze, Europe | Espagne         |
| 4                          | Allemagne       |
| 5                          | France*         |
| 6                          | Turquie         |

- Équipes qualifiées pour les Jeux paralympiques de Paris 2024.
- Équipes repêchées pour le Tournoi de Qualification Paralympique (en avril 2024 au Japon). *La France y participe en tant que pays hôte des Jeux.

## Statistiques
Les principales statistiques sont dominées par les joueuses des équipes finalistes. La Néerlandaise Mariska Beijer termine une nouvelle fois meilleure marqueuse de la compétition avec 171 points (24,4 points par match en moyenne), loin devant sa compatriote Bo Kramer (138 points, soit une moyenne de 19,7 par match) et la Britannique Robyn Love (126 points marqués, soit 18 par match). La meilleure rebondeuse du tournoi est Bo Kramer avec 90 prises (12,9 par match) devant Robyn Love (69 rebonds, soit 9,9 par match). Si Mariska Beijer possède le troisième plus haut total dans cette catégorie statistique avec 64 rebonds, c'est la Turque Mine Ercan qui possède la troisième plus haute moyenne avec 9,7 prises par match. La meilleure passeuse de l'Euro 2023 est la Britannique Helen Freeman avec 64 passes décisives (9,1 par match), devant de nouveau Bo Kramer (38 passes, 5,4 de moyenne par match) puis à égalité l'Espagnole Beatriz Zudaire et l'Allemande Mareike Miller (33 passes, soit 4,7 par match).

## Récompenses: all-star five
- Anne Patzwald (1.0)
- Joy Haizelden (2.5)
- Beatriz Zudaire (3.0)
- Robyn Love (3.5)
- Mariska Beijer (4.0)